# Skodla
Skodle so lesene deske, uporabljene za strešno kritino. V Sloveniji so skodle večinoma izdelane iz smrekovega, jelkovega, macesnovega lesa, praviloma mora biti les klan in ne žagan. Tak postopek izdelave skodel omogoča večjo vzdržljivost in daljši rok trajanja strehe (deske, ki so žagane, voda hitreje razmoči). Izdelovalci skodel so skrbni tudi pri izbiri lesa glede na rast in lego dreves (pomembna je vlažnost in pot sonca). 